# Filmed Before a Live Studio Audience
«Filmed Before a Live Studio Audience» (с англ. — «Снято перед живой аудиторией») — первый эпизод американского мини-сериала «Ванда/Вижн», основанного на персонажах Ванда Максимофф / Алая Ведьма и Вижн из Marvel Comics. В данном эпизоде молодожёны пытаются скрывать свои способности, так как они живут идиллической пригородной жизнью 1950-х годов в городе Уэствью. Действие эпизода происходит в медиафраншизе «Кинематографическая вселенная Marvel» (КВМ), и он напрямую связан с фильмами франшизы. Сценарий к эпизоду написала автор сериала Жак Шеффер, а режиссёром стал Мэтт Шекман.
Элизабет Олсен и Пол Беттани вновь исполняют соответствующие роли Ванды Максимофф и Вижна из серии фильмов, и главные роли также исполняют Дебра Джо Рапп, Фред Меламед и Кэтрин Хан. Шеффер была нанята в январе 2019 года, чтобы написать сценарий к эпизоду и стать главным сценаристом сериала, а Шекман присоединился к сериалу в августе того же года. Этот эпизод отдаёт дань уважения ситкомам 1950-х и 1960-х годов, включая «Шоу Дика Ван Дайка» и «Я люблю Люси». Съёмки проходили в течение двух дней в начале ноября 2019 года на студии «Pinewood Atlanta Studios» перед живой аудиторией. Эпизод был снят в чёрно-белом цвете и в нём присутствует множество практических эффектов.
Эпизод «Снято перед живой аудиторией» был выпущен на Disney+ 15 января 2021 года.
Критики высоко оценили верное воссоздание элементов ситкомов той эпохи и актёрскую игру Олсен, Беттани и Хан.

## Сюжет
Молодожёны Ванда и Вижн переезжают в город Уэствью примерно в 1950-х годах. Они пытаются не выделяться из толпы, несмотря на то, что Вижн — андроид, а Ванда обладает телекинетическими способностями. Однажды пара замечает сердечко, нарисованное в календаре, но ни один из них не может вспомнить, по какому случаю. Пока Вижн идёт на работу в «Computational Services Inc.», Ванда решает, что сердце означает их годовщину. Соседка Агнес знакомится с Вандой и помогает ей подготовиться к празднику. На работе Вижн поражает коллег своей скоростью, но не понимает, чем на самом деле занимается его компания. Его босс, мистер Харт, напоминает ему, что Ванда и Вижен сегодня вечером принимают мистера Харта и его жену на ужин. Вижн полагает, что это и есть то событие, которое отмечено в календаре.
Тем вечером Ванда и Вижн изо всех сил пытаются скрыть свои способности, готовя в последнюю минуту ужин для семьи Харт. Агнес помогает Ванде на кухне, в то время как Вижн отвлекает мистера и миссис Харт музыкой. Когда все садятся есть, мистер Харт спрашивает семейную пару об их истории, но когда те не могут объяснить, откуда они, мистер Харт приходит в ярость и давится едой. В этот момент формат ситкома ненадолго утихает, Вижн вынимает еду из глотки мистера Харта, используя свои способности. Все возвращается на круги своя, Харт благодарит Ванду и Вижна за ужин. После того, как гости уходят, Ванда и Вижн воркуют на диване. Далее показывается, что события происходят в вымышленном ситкоме «ВандаВижн», который кто-то смотрит по старомодному телевизору среди компьютерного оборудования XXI века.

## Производство

### Разработка
К октябрю 2018 года «Marvel Studios» разрабатывала мини-сериал с участием Ванды Максимофф (Элизабет Олсен) и Вижна (Пол Беттани) из фильмов кинематографической вселенной Marvel (КВМ). В январе 2019 года Жак Шеффер была нанята в качестве главного сценариста «Ванда/Вижн», и она написала сценарий к первому эпизоду сериала. В августе Мэтт Шекман был нанят в качестве режиссёра сериала, и он вместе с Шеффер, Кевином Файги, Луисом Д’Эспозито и Викторией Алонсо стали исполнительными продюсерами:50. Файги описал сериал как наполовину «классический ситком, наполовину марвеловский блокбастер», отдающий дань уважения многим эпохам американских ситкомов. Олсен описала первый эпизод как «песню о большой любви к „Шоу Дика Ван Дайка“»:0:39, хотя он также отдаёт дань уважения к «Я люблю Люси». В январе 2021 года было объявлено, что эпизод называется «Снято перед живой аудиторией».

### Сценарий
Шеффер сказала, что сериал пытается «осветить новую территорию» в дополнение к тому, чтобы отдать дань уважения прошлым ситкомам. Она сказала, что писать сложнее всего приходилось эпоху 1950-х годов из-за диалогов-«скороговорок» того времени. Сцены Ванды и Вижна на кухне и Вижна на работе были задуманы для эпизода на ранней стадии разработки, в то время как конец эпизода, где присутствует ужин с Хартами, Шеффер было труднее всего написать. Она консультировалась с другими сценаристами сериала, чтобы узнать их идеи, которые помогут ей создать сцену. Шеффер, Шекман и Файги поговорили с Диком Ван Дайком, звездой одноимённого ситкома 1960-х годов, чтобы узнать, как этот сериал может быть «очень широким с глупыми шутками физической комедии, но чтобы он всё равно не казался фальшивым». Ван Дайк сказал им, что его сценаристы руководствовались тем, что могло и не могло произойти в реальной жизни.
В сериале присутствуют поддельные рекламные ролики, которые, по словам Файги, указывают на то, что «часть правды шоу начинает просачиваться наружу», и в «Снято перед живой аудиторией» присутствует рекламный ролик, рекламирующий тостер ToastMate 2000 от «Stark Industries» со слоганом «Забудьте о прошлом, это ваше будущее!». Тостер имеет мигающий красный свет, и это первый раз, когда в сериале показан цвет, и у тостера есть звуковой эффект, напоминающий репульсоры Железного человека Тони Старка. Включение продукта Stark Industries указывает на Тони, который изготовил оружие, использованное для бомбардировки Заковии и убийства родителей Ванды, что привело её к нелюбви к Старку. Абрахам Рисман из «Vulture» отметил, что «тостер» является обычным оскорблением для роботов в научной фантастике, и выделил мигающий свет из-за того, что он ввёл цвет, и за то, что он мигал достаточно долго, чтобы Рисман чувствовал себя некомфортно. Его коллега Саванна Салазар посмотрела на рекламный слоган как на отсылку к тому, что Ванда отказалась от своего гнева по отношению к Старку, когда она присоединилась к Мстителям, и согласилась с Рисманом по поводу того, что тостер является метафорой к Вижену. Брентон Стюарт из Comic Book Resources сказал, что у света был «особый вид угрозы», который придавал рекламе «тревожное ощущение бомбы, которая вот-вот взорвётся». Стюарт также отметил сексистский характер рекламы и на то, как лозунг, кажется, намекал на нынешнюю ситуацию, в которой находится Ванда.

### Подбор актёров
Главные роли в эпизоде исполняют Элизабет Олсен (Ванда Максимофф), Пол Беттани (Вижн), Дебра Джо Рапп (миссис Харт), Фред Меламед (мистер Харт) и Кэтрин Хан (Агнес):23:37–23:56. Также роли других жителей Уэствью исполняют Асиф Али (Норм), Дэвид Ленгел (Фил Джонс) и Амос Глик (почтальон Деннис). Итамар Энрикес и Виктория Блэйд исполняют роли мужчины и женщины в рекламе тостера ToastMate 2000.

### Съёмки
Съёмки начались в начале ноября 2019 года:45 в павильонах студии «Pinewood Atlanta» в Атланте, Джорджия, где режиссёром стал Шекман, а Джесс Холл выступил в качестве оператора. «Снято перед живой аудиторией» снимался методом многокамерной съёмки в течение двух дней в чёрно-белом формате и перед живой аудиторией в студии, чтобы имитировать съёмки ситкома. В качестве живой аудитории студии выступала разнообразная группа друзей и родственников Marvel Studios, включая одну из звёзд Тейону Паррис, поскольку она не появляется в этом эпизоде. Соисполнительный продюсер Мэри Ливанос чувствовала, что аудитория произвела «действительно отличную, подлинную реакцию» на эпизод, превзойдя ожидания продюсеров.
Как и в прошлым многокамерных ситкомах, эпизод репетировался в течение недели перед съёмками, а съёмочная группа была одета в соответствующие эпохе наряды во время производства:50:0:58. Для чёрно-белых сцен был использован формат изображения 4:3, переходящий к современному широкоэкранному формату для конца эпизода вне вымышленной программы «ВандаВижн». Холл тестировал объективы камер 1950-х годов, чтобы найти в них характеристики, которые ему нравились, а затем модифицировал современные объективы в соответствии с ними. Он использовал вольфрамовые огни, которые были обычны для той эпохи:6. На съёмочной площадке команда по визуальным эффектам перемещала реквизит с помощью верёвочек и использовала трюки камеры, чтобы создать эффект магии Максимофф, как это было сделано в сериалах «Моя жена меня приворожила» и «Я мечтаю о Джинни». Во время съёмок сцен в чёрно-белом формате Беттани был окрашен в синий цвет, а не в тёмно-бордовый цвет Вижна, поскольку синий цвет лучше отражался на изображении в оттенках серого.
Дополнительные съёмки проходили без зрителей студии в те моменты, когда что-то не так происходило с иллюзией Максимофф, как например в сцене ужина эпизода. Шекман использовал объективы, освещение и звуковой дизайн, чтобы изменять настроение в этих моментах, вдохновившись «Сумеречной зоной», и чувствовал, что переход к этим моментам из сцен мультикамерного ситкома был «очень драматичным». В сцене ужина миссис Харт неоднократно говорит «прекрати»; для этой сцены Шекман сказал Рапп играть так, как будто внутри неё одна эмоция, а на её лице — другая. Рапп сказала, что уравновешивание лёгкости и ужаса было «одной из самых интересных вещей», которые её попросили делать, и описала эти моменты в сериале как «гениальные». И Олсен, и Беттани сочли опыт съёмок премьеры сюрреалистичным и уникальным.

### Визуальные эффекты
В эпизоде были использованы обрез плёнки и эффект перемотки назад, чтобы они шли вместе с кадром с практическими эффектами. Супервайзер визуальных эффектов Тара Демарко сказала, что современные визуальные эффекты были использованы, чтобы удалить провода и сгладить соединение кадров:8. Визуальные эффекты были созданы компаниями «Monsters Aliens Robots Zombies», «Framestore», «Perception», «RISE», «The Yard VFX» и «Luma»:25:57-26:05.

### Музыка
«A Newlywed Couple», главная тема эпизода, сочинённая Кристен Андерсон-Лопес и Робертом Лопесом, должна была «пробудить рассвет телевидения». Пара включила «оптимистичную группу голосов, весело поющих» о любви между Максимофф и Вижном, и была в восторге от возможности включить такие слова, как «gal» и «hubby», а также «большой музыкальный провал в середине произведения»:9. «Gal» используется вместе с триолью, чтобы соединить «текст и музыкальный выбор вместе», чтобы тема звучала так, словно она была написана в конце 1950-х годов. В этом эпизоде присутствует песня «Yakety Yak» от The Coasters. «Marvel Music» и «Hollywood Records» выпустили саундтрек к первому эпизоду в цифровом формате 22 января 2021 года, и в нём присутствовала музыка Кристофа Бека. Первым треком является главная тема от Андерсон-Лопес и Лопеса.
| №                   | Название | Длительность |
| ------------------- | --- | ------------ |
| 1.                  | «A Newlywed Couple» (при участии Кристен Андерсон-Лопес, Сары Манн, Джессики Роттер, Синди Буркин, Элис Уиллис, Лары Дикинсон, Роберта Лопеса, Эрика Брэдли, Грега Уиппла, Джаспера Ренделла и Геральда Уайта) | 0:54         |
| 2.                  | «Toast-Mate 2000» | 0:53         |
| 3.                  | «Dinner Is Served» | 0:25         |
| 4.                  | «Calendar Confusion» | 1:04         |
| 5.                  | «Frog in My Throat» | 1:48         |
| 6.                  | «Thank You for Coming» | 0:44         |
| 7.                  | «Parcheesi» | 1:03         |
| 8.                  | «Rings» | 0:36         |
| 9.                  | «Wanda's Theme» (финальные титры сериала) | 1:47         |
| Общая длительность: | Общая длительность: | 9:14         |

## Маркетинг
В начале декабря 2020 года было выпущено шесть постеров для этого сериала, каждый из которых изображал десятилетие с 1950-х по 2000-е годы. Чарльз Пуллиам-Мур из «io0» отметил, что постер 1950-х годов «был достаточно скромным, на первый взгляд», изображающим «скромную развлекательную установку в гостиной» того десятилетия, «но отслаивающийся кусочек обоев, показывающий статичную реальность, скрывающуюся прямо под поверхностью, передавал, что по мере развития „ВандаВижн“ всё будет становиться ещё более странным, чем кажется». Грегори Лоуренс из «Collider» сказал, что постер просит фанатов «прямо отклеить всё, что» кажется знакомым, и отслаивающие обои показали «проблеск… чего-то. Чего-то дикого, чего-то небесного, чего-то подразумевающего судьбу, которая не „развлекает друг друга по телевизору“.» Он добавил, что постер «так ловко, тонко улавливает присущую ему тягу к необычной истории» сериала. После выхода эпизода Marvel анонсировала товары, вдохновлённые этим эпизодом, в рамках еженедельной акции «Marvel Must Haves» для каждого эпизода сериала, включая рубашки, аксессуары, домашнюю одежду, «Funko Pop» и набор колец от «Entertainment Earth», основанных на кольцах, которые носили Ванда и Вижн в конце эпизода.

## Релиз
«Снято перед живой аудиторией» был выпущен «Disney+» 15 января 2021 года. Эпизод изначально назывался «Эпизод 1» на стриминговом сервисе, но 20 января к эпизоду было добавлено название «Снято перед живой аудиторией». Хоай-Тран Буй из «/Film» изначально предполагала, что все эпизоды будут без названия, и задавалась вопросом, скрывались ли названия эпизодов во время их выпуска, чтобы избежать спойлеров, несмотря на то, что название первого эпизода не было особенно разоблачающим.

## Отзывы
Агрегатор рецензий «Rotten Tomatoes» присвоил эпизоду 100 % рейтинга со средним баллом 7,54/10 на основе 16 отзывов. Консенсус критиков на сайте гласит: «„Снято перед живой аудиторией“ затрагивает странную сторону КВМ и даёт Элизабет Олсен и Полу Беттани достаточно места, чтобы поиграть комедийными мускулами».
Роксана Хадади из «RogerEbert.com» почувствовала, что между Олсен и Беттани была отличная химия в этом эпизоде, и отметила, что пара делает всё, что в их силах, чтобы раскрыть «довольно узнаваемый сюжет о неудачном ужине» в этом эпизоде. Сэм Барсанти из «The A.V. Club» назвал первые два эпизода сериала «абсолютным восторгом, с седыми старыми комедийными приколами, которые каким-то образом работают» и «приятно странным, новым способом повеселиться с этими персонажами», в то время как его коллега Стивен Робинсон присвоил эпизоду оценку «А-», чувствуя, что Шеффер предоставила «чертовски хороший ситком». Кристиан Холуб из «Entertainment Weekly» похвалил выступление Кэтрин Хан, а его коллега Чанселлор Агард также похвалил Олсен и Беттани, сказав, что он иногда забывал, что мир ситкома сериала был ненастоящим из-за того, насколько «зафиксированными» были их выступления. Дон Кэй из «Den of Geek» дал ему 4 звезды рейтинга из 5, написав, что всё в первом эпизоде «является любовью к видам „здоровых“, чисто консервативных семейных комедий среднего класса, которые начали распространяться на телевидении примерно в середине 1950-х годов».
Мэтт Пёрслоу из «IGN» оценил первые два эпизода на 7 из 10 и чувствовал, что это был «настоящий подвиг сценариста», что в первом эпизоде было много элементов, которые работали как во «вселенной шоу, так и на мета-уровнях», несмотря на необходимость сделать много тяжёлой работы для сериала. Пёрслоу также понравились музыкальная тема эпизода, самосознательная начальная заставка и тот факт, что «М.Е.Ч.», кажется, был надлежаще введён в КВМ. Абрахам Рисман из «Vulture» дал эпизоду 3 звезды из 5, сказав, что было «приятно видеть продукт КВМ, где людям разрешено „выступать“. Но в конечном счёте, что ещё предстоит увидеть, так это то, есть ли какой-то тематический „умф“, или это просто будет пустая мешанина хорошо выполненных тропов и предзнаменований.» Он действительно хотел бы, чтобы большая часть сюжета шоу была сохранена в тайне от маркетинговой кампании, так как «резкое погружение аудитории в жанр и формат, полностью противоположные тем, которые они знали раньше, было бы столь необходимым шоком по системе для зрителя, привыкшего к тропам КВМ».

## Комментарии
1. ↑  Персонажем, смотрящим «ВандаВижн», оказывается Дарси Льюис в четвёртом эпизоде сериала — «Мы прерываем эту программу»[1].